# Josef Bohuslav Foerster
Pour les articles homonymes, voir Foerster.
Josef Bohuslav Foerster ou Förster (né le 30 décembre 1859 à Prague – mort le 29 mai 1951  à Nový Vestec) est un compositeur tchécoslovaque.

## Biographie
Il grandit dans une famille où la musique occupe une place importante. Son père, Joseph Förster, organiste et chef d'orchestre, compte Franz Lehár parmi ses élèves.
Une place importante de la production de Foerster réside dans les œuvres pour formations instrumentales de chambre dont ses trois trios avec piano, le quintette à vent, le nonette, le quintette à cordes et les cinq quatuors à cordes. Sous les sources d'inspiration de ses œuvres pour quatuor, se cache un compositeur au talent littéraire, grand connaisseur en matière de poésie, celle-ci trouvant une mise en valeur dans ses innombrables mélodies. L'influence de Bedřich Smetana, son grand modèle, et d'Antonín Dvořák, compositeur qu'il connaissait personnellement, est perceptible dans ses premiers quatuors à cordes.
Il a également publié en allemand le livre Der Pilger, Erinnerungen eines Musikers (Le pèlerin, souvenirs d'un musicien) Prague, éd. Artia, 1955, 762 p., où il raconte, dans un style sympathique, ses rencontres avec Dvorak, Mahler, Grieg et bien d'autres.

## Œuvres

### Musique symphonique
- Symphonie nº 1 en ré mineur
- Symphonie nº 2 en fa majeur
- Symphonie nº 3 en ré majeur "Das Leben"
- Symphonie nº 4 en ut mineur "Osternacht", 1905
- Symphonie nº 5 en ré mineur
- Cyrano de Bergerac op. 55, Poème symphonique
- Von Shakespeare op. 76, Poème symphonique
- Concerto pour violon N° 1 op. 88, 1911.
- Concerto pour violon N° 2 op. 104, 1926.

### Musique de chambre

#### Duos
- Sonate pour violon et piano en si mienur op. 10, 1889
- Prinzessin Gänseblümchen, Suite pour violon et piano op. 35, nach 1897
- Sonate pour violoncelle et piano nº 1 en fa mineur op. 45, 1898
- Ballade pour violon et piano op. 92, 1914
- Fantasie pour violon et piano op. 128, 1925
- Sonate pour violoncelle et piano nº 2 op. 130, 1926
- 2 Impromptus pour violon et piano op. 154, 1934
- Zbirožská suita [Zbiroh-Suite] pour alto et piano op. 167, 1940
- Sonata quasi fantasia pour violon et piano op. 177, 1943

#### Trios avec piano
- nº 1 en fa mineur op. 8, 1883
- nº 2 en si bémol majeur op. 38, 1894
- nº 3 en la mineur op. 105, 1919-21

#### Quatuors
- Quatuor à cordes nº 1 en mi majeur opus 15 (1888, dédié au compositeur Piotr Ilitch Tchaïkovski[1])
- Quatuor à cordes nº 2 en ré majeur opus 39 (1893, dédié à Marie Volfova, l'épouse d'un ami[1])
- Quatuor à cordes nº 3 en ut majeur opus 61 (1907 et remanié en 1914, dédié à sa femme, Berta Foerster-Lauterer[1])
- Quatuor à cordes nº 4 en fa majeur opus 182 (1943-44)
- Quatuor à cordes nº 5 en sol majeur Vestec (1951)
- La Prière pour quatuor à cordes (1940)
- Le Souvenir pour quatuor à cordes et harpe (1901)
- Allegro giocoso pour quatuor à cordes(1894)

#### Autres
- Quintette à cordes opus 3 avec contrebasse (1886)
- Quintette à vent (Flûte, hautbois, clarinette, basson, cor) en ré majeur op. 95, 1909
- Klavierquintett op. 138, 1928
- Nonet (Flûte, hautbois, clarinette, basson, cor, violon, alto, violoncelle, contrebasse) en fa majeur op. 147, 1931
- Elegie pour Violon solo, 1945

### Opéras
- Debora, opéra, 1890/91
- Eva, opéra, 1895-97
- Jessika, opéra d'après Le Marchand de Venise de William Shakespeare, 1902-04
- Nepřemožení (Die Unüberwundenen), opéra, 1917
- Srdce (Das Herz), 1921/22
- Bloud ( Der Tor), opéra, 1935/36

### Musique religieuse
- Stabat mater
- Mortius fratribus
- Missa Glagolytica
- Der heilige Wenzel, Oratorio

## Source
- (en) Cet article est partiellement ou en totalité issu de l’article de Wikipédia en anglais intitulé « Josef Bohuslav Foerster » (voir la liste des auteurs).

1. 1 2 3  Reittererova V, notice de l'enregistrement de l'œuvre par le Stamic Quartet, Supraphon